# Изомерия
Изомерия е съществуването на химични съединения с еднаква химична формула, но с различни физични и химични свойства.  Явлението е открито от Берцелиус. На основата на структурната теория (1860), Ал. Бутлеров изяснява това дълго неразгадано явление при изомерните бутани. Първото експериментално доказателство за изомерията е осъществено от Фридрих Вьолер през 20-те години на XIX век (превръщане на амониев изоцианат в карбамид).
Бутлеров обяснява различните им свойства чрез тяхната различна структура (различна въглеродна верига, сега конституция). Така се стигна до следната дефиниция на структурните изомери: съединения с еднаква молекулна формула, но с различна структура, са структурни изомери.
Ако изомерите са с различна конституция, те са конституционни изомери. Марковников (1865 г.), изхождайки от структурната теория, доразвива идеята, че атомите вътре в молекулите взаимно си влияят. Това влияние е най-силно между непосредствено свързаните атоми.
Например: водата реагира с натрий, метанът не реагира. Причината е различното влияние на кислорода и въглерода върху водородните атоми, свързани с тях. Този пример показва, че водородният атом загубва своята индивидуалност и се отнася по различен начин в двете молекули, където той е част от две качествено различни частици (молекули).
Този и много други примери потвърждават основния извод на структурната теория, че свойствата на органичните съединения зависят не само от състава им, но и от тяхната структура.
Към края на XIX век Ван'т Хоф и Льобел обръщат целенасочено вниманието си към пространствената структура на молекулите, формулират идеята за тетраедричната координация на 4-валентния въглерод и дават обяснение за явлението оптична изомерия (енантиомери) – асиметрични молекули, които помежду си се отнасят както предмет и огледалния му образ (хиралност). Всички физични свойства на тези изомери са еднакви, с изключение на посоката на въртене на плоскополяризираната светлина.

## Видове изомерия
От съвременна гледна точка изомерията на органичните съединения бива:

### Позиционна изомерия
Тя се определя от разположението на връзките и функционалните групи спрямо различните въглеродни атоми от веригата.

### Метамерия
Това е изомерия, при която различни въглеводородни групи са свързани с еднакви многовалентни хетероатоми (O, N).
Например метамери са CH3–CH2–О–CH2–CH3 (диетилов етер) и CH3–O–CH2–CH2–CH3 метилпропилов етер
или H3C–NH–CH2–CH2–CH3 (метил-пропиламин) и CH3–CH2–NH–CH2–CH3 (диетиламин).

### Конституционна
Изомерните молекули имат еднакъв количествен състав (конституция), но различен ред на свързване на атомите

### Пространствена
Поредността на свързване на атомите е еднаква, но в триизмерното пространство молекулите се различават помежду си. Бива:
- оптична (енантиомерия) – отнасят както предмет и огледалния му образ (различават се по конфигурацията на един асиметричен въглероден атом)
- геометрична (диастереомерия) – не се отнасят както предмет и огледалния му образ, различават се по взаимното положение на заместителите спрямо двойна връзка или пръстен (cis-trans, Е-Z-диастереомерия); комбинацията от конфигурациите на повече от един асиметричен въглероден атом (сигма-диастереомерия).
- конформационна – изомерните молекули (конформери) се различават единствено по завъртане на някои молекулни фрагменти около проста връзка и лесно преминават от един в друг (циклохексан: стол-вана).

При неорганичните съединения поради голямото разнообразие от елементи, координационни числа и др. възможностите за изомерия са по-големи.